# Karketu Dili F.C.
Karketu Dili F.C. é um clube de futebol de Timor-Leste. Disputa a primeira divisão nacional e é atualmente um dos times mais bem sucedidos do país.

## História
O time foi formado em 2015 para a disputa do novo campeonato nacional, inativo por quase uma década. Nesta primeira participação, a equipa conquistou o vice-campeonato, tendo na temporada seguinte sagrado-se campeã timorense. 
Em 2021, o clube chegou ao topo do futebol do país mais uma vez, conquistando o bicampeonato, e repetiu o feito na temporada 2022-23, sagrando-se tricampeão nacional.

## Campanhas
- Campeonato Timorense de Futebol de 2015-16: Vice-campeão
- Campeonato Timorense de Futebol de 2017: Campeão
- Campeonato Timorense de Futebol de 2018: Vice-campeão
- Campeonato Timorense de Futebol de 2019: 4º colocado
- Campeonato Timorense de Futebol de 2020-21: Campeão
- Campeonato Timorense de Futebol de 2022-23: Campeão
- Campeonato Timorense de Futebol de 2025: Campeão